# 天目贝母
天目贝母（学名：Fritillaria monantha）又名湖北贝母，为百合科贝母属下的一个种。

## 扩展阅读
- 維基物種上的相關：天目贝母